# Garbanzos con chocos

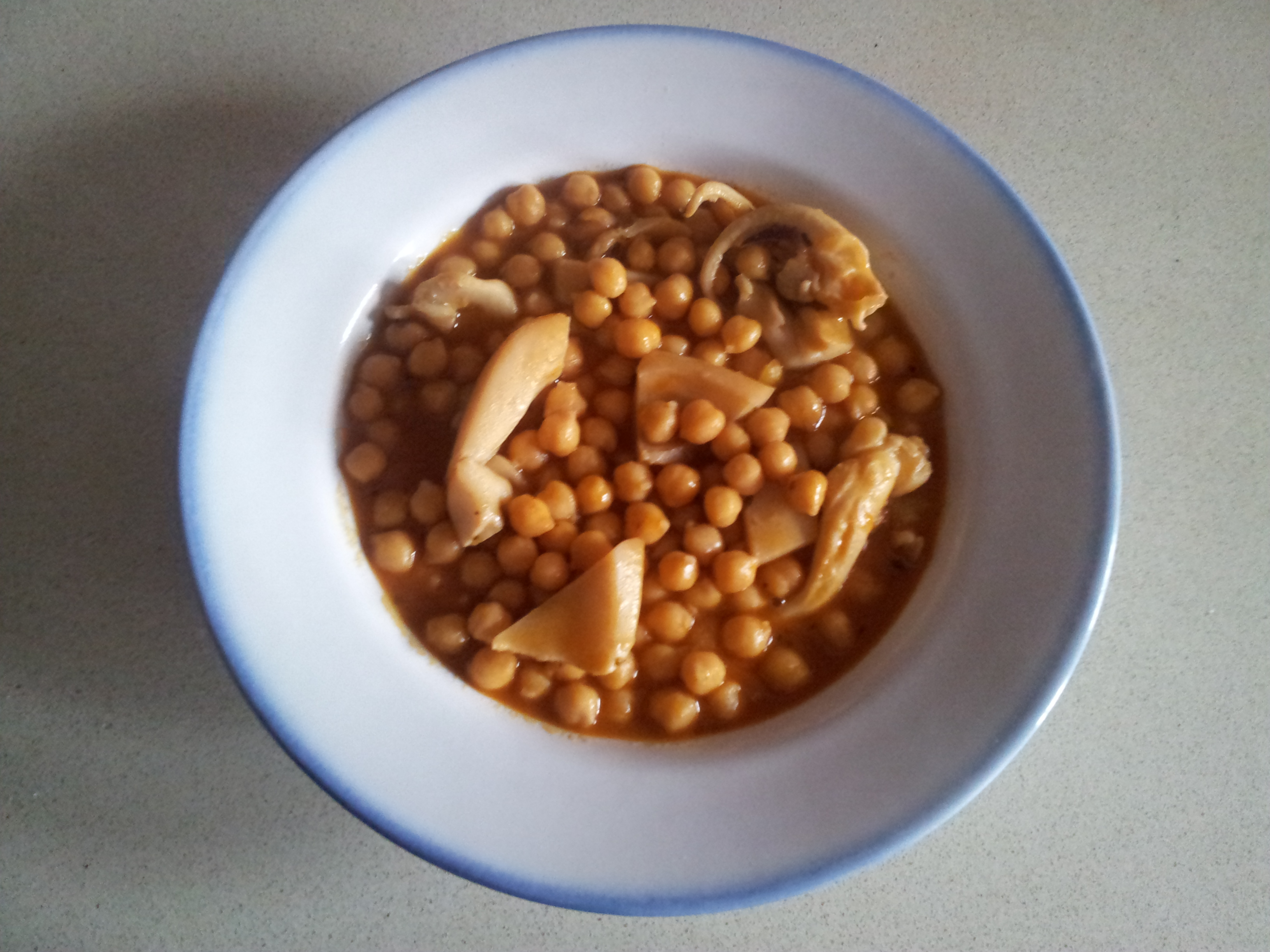
Garbanzos con chocos

Los garbanzos con chocos es un plato de la gastronomía gaditana, que muestra las posibilidades que tiene la combinación de los productos de la tierra y del mar. Aunque es cierto que esta forma de preparación es relativamente moderna ya está incluida entre los platos típicos y tradicionales de la cocina de la Bahía de Cádiz. De hecho en algunas localidades de la bahía se le llama también Menudo de choco al estar cofeccionado de forma similar al conocido y popular menudo.
El choco ha de cortarse en cuadraditos o pequeñas tiras. Lleva también un majado de especias (comino en grano, pimienta negra). Otros ingredientes son pimentón dulce, aceite de oliva virgen extra, pimiento, tomate, cebolla, ajo, perejil y panceta. Al final de la cocción se añade la hierbabuena, el chorizo cortado en rodajas.